# Річка Кільченька (заказник)
Річка Кільченька — ландшафтний заказник місцевого значення. 
Заказник розташований у Новомосковському районі Дніпропетровської області.
Площа заказника — 499,36 га, створений у 2013 році.